# Electricidade de Timor-Leste

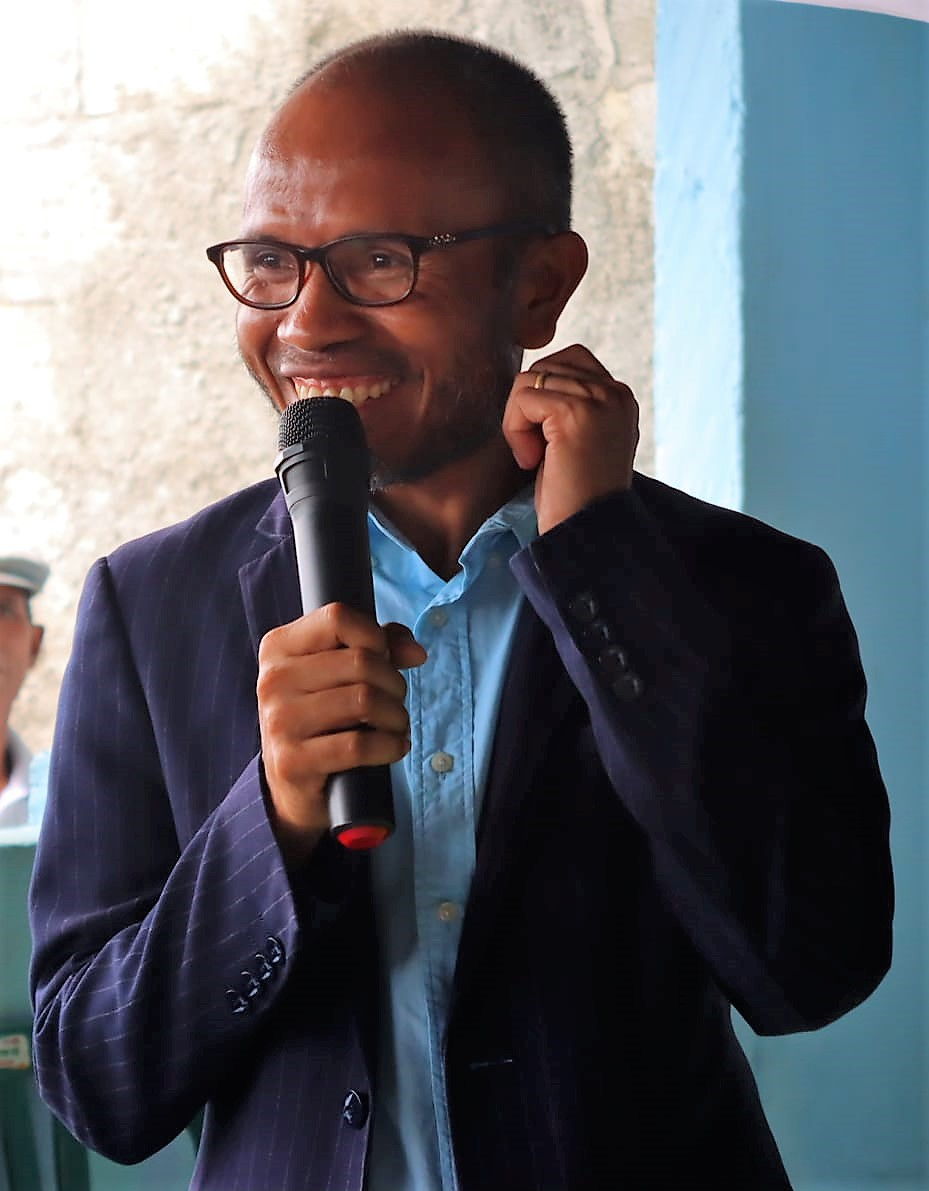
Paulo da Silva, Präsident des Verwaltungsrates (2023)

Die Electricidade de Timor-Leste EDTL (Eletricidade de Timor-Leste) ist der Elektrizitätsversorger in Osttimor. Der Sitz der Firma ist Dili im Stadtteil Caicoli. Die EDTL ist dem Ministerium für den öffentlichen Dienst unterstellt und wurde 1999 gegründet. Unter PremierministerTaur Matan Ruak erfolgte die Umwandlung von einem Direktorat des Ministeriums in eine ihm zugeordneten öffentlich-rechtliche Gesellschaft (EP). Präsident des Verwaltungsrates ist 2023 Paulo da Silva.
Zur EDTL gehören unter anderem das Schwerölkraftwerk in Hera mit einer Gesamtleistung von 119 MW, das Central Eléctrica de Betano (Leichtöl/Erdgas) mit 136 MW und das Inur-Sacato-Kraftwerk (Leichtöl/Erdgas) mit 17,3 MW. Betreiber der Kraftwerke ist mit einem Fünfjahresvertrag bis 2022 die finnische Wärtsilä.

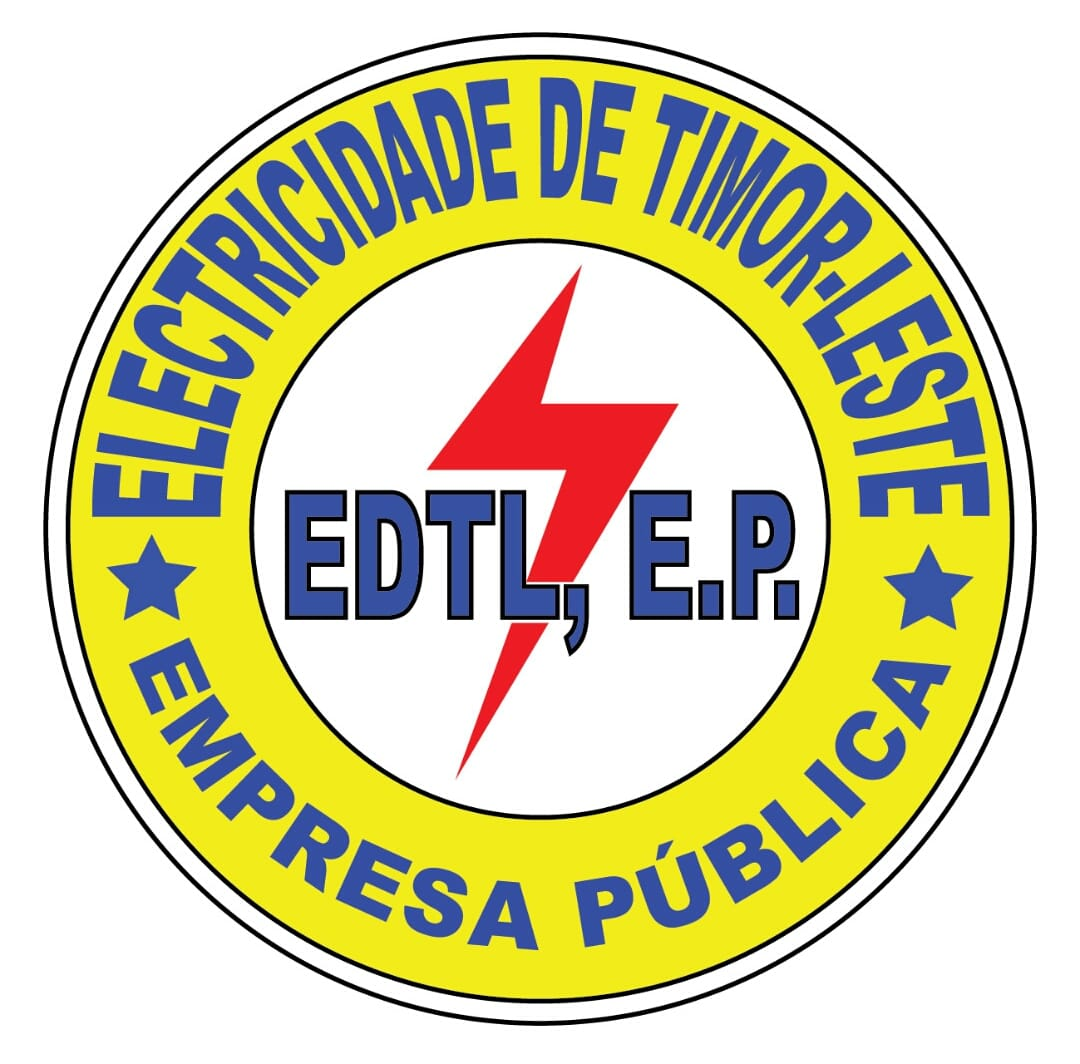
Logo der öffentlich-rechtlichen Gesellschaft EDTL
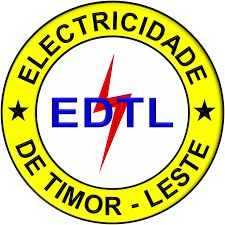
Altes Logo